# Bảo tàng Quận ở Toruń
Bảo tàng khu vực Toruń (tiếng Ba Lan: Muzeum Okręgowe w Toruniu), nằm trong hội trường Ratusz ở Toruń, là một trong những bảo tàng lâu đời nhất và lớn nhất ở Ba Lan. Nó bắt đầu vào năm 1594 với tư cách là Nội các hiếu kỳ tại thư viện của học viện Gimnazjum, được gọi là Musaeum trong tiếng Latin. Được tái lập ở Ba Lan có chủ quyền như một bảo tàng thành phố vào năm 1920 sau thế kỷ của các phân vùng quân sự, nó được cấu trúc hành chính như một bảo tàng khu vực vào năm 1965.

## Các phòng ban
Bảo tàng bao gồm 7 phòng ban.
- Nhà Copernicus
- Dom Eskenów
- Bảo tàng Twierdzy Toruń (theo kế hoạch) [3]
- Bảo tàng Toruń Gingerbread
- Ngôi nhà dưới ngôi sao
- Tòa thị chính cũ 
  - Kho báu của Skrwilno và Nieszawa
  - Phòng xử án (thế kỷ XVI-XVII)
  - Phòng nghệ thuật gothic (hội họa, điêu khắc)
  - Old Torun: Lịch sử và Thủ công (từ 1233 đến 1793)
  - Nghệ thuật Sacral của Toruń hiện đại
  - Phòng Mieszczańska với một trong những bức chân dung sớm nhất của Nicolaus Copernicus
  - Hội trường Hoàng gia
  - Phòng trưng bày nghệ thuật Ba Lan
  - Phòng trưng bày nghệ thuật Ba Lan (sau năm 1945)
  - Militaria (từ thời cổ đại đến thế kỷ XX)
  - Triển lãm khảo cổ (từ năm 1100 trước Công nguyên đến năm 1300 trước Công nguyên)
  - Triển lãm tạm thời
- Số 9 đường Franciszkańska (Bảo tàng Tony Halik)

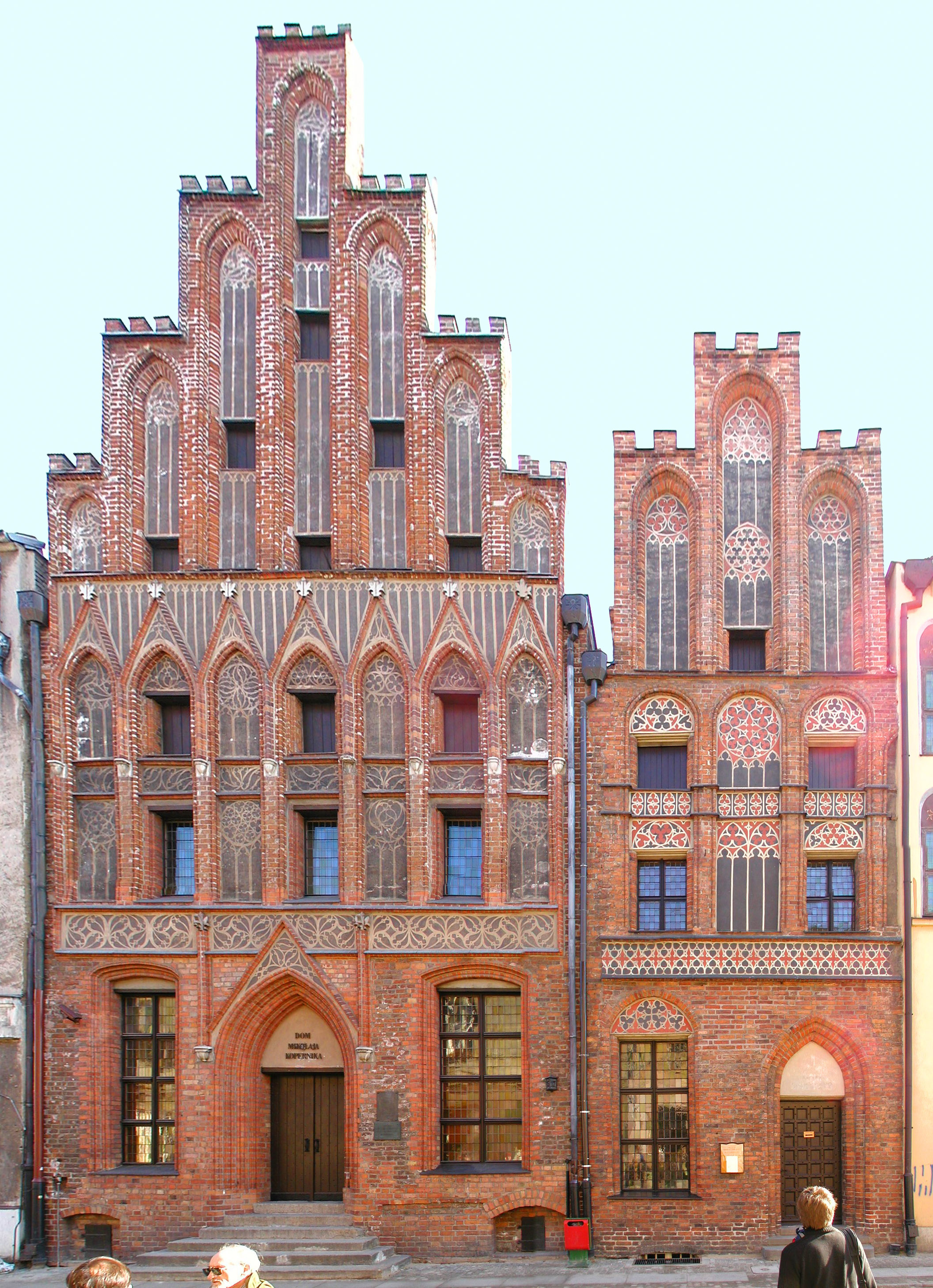
Nơi sinh của Copernicus (ul. Kopernika 15, trái). Cùng với ngôi nhà lúc không. 17 (phải), nó tạo thành Muzeum Mikołaja Kopernika
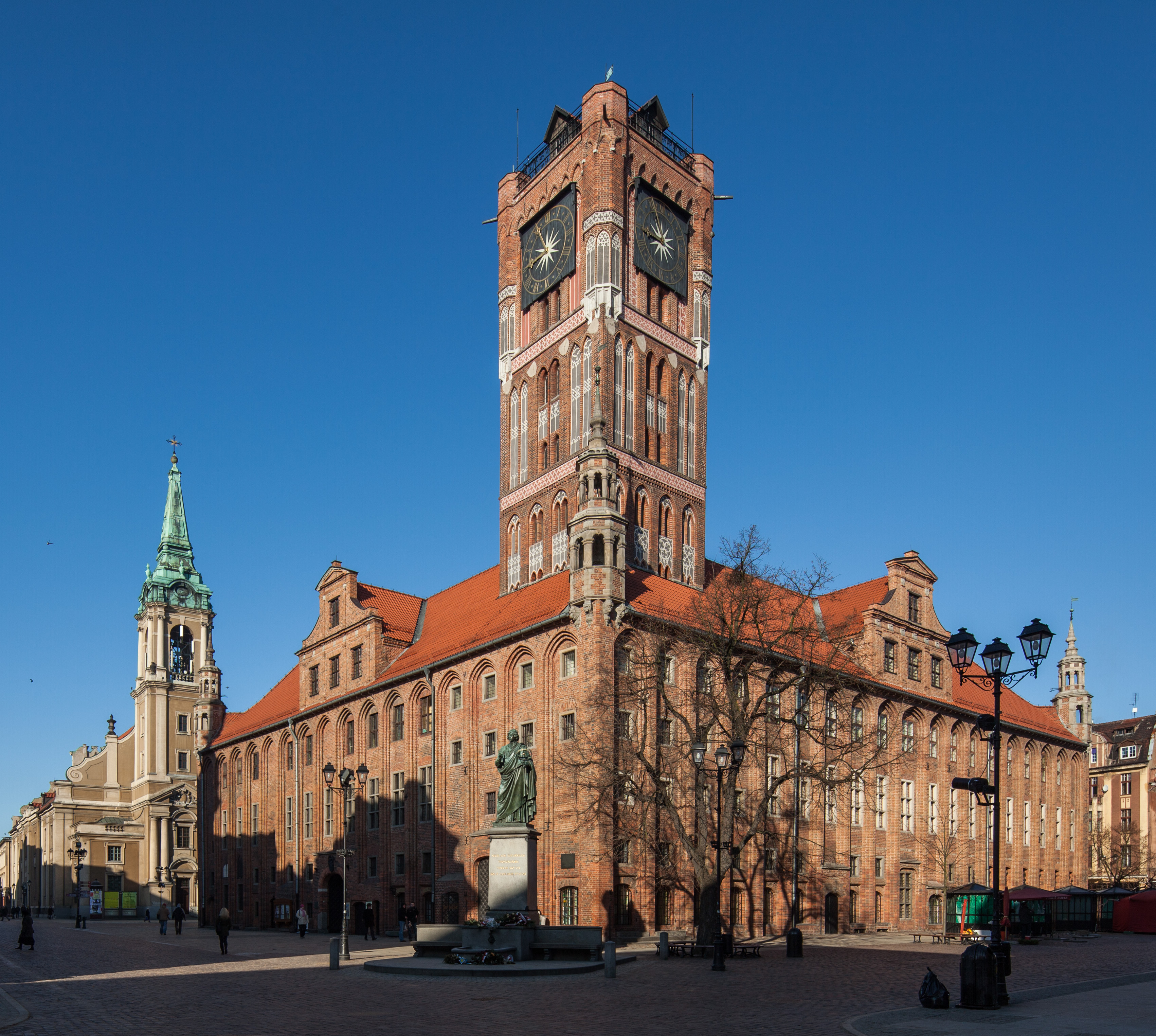
Tòa thị chính cũ,  Rynek Staromiejski 1
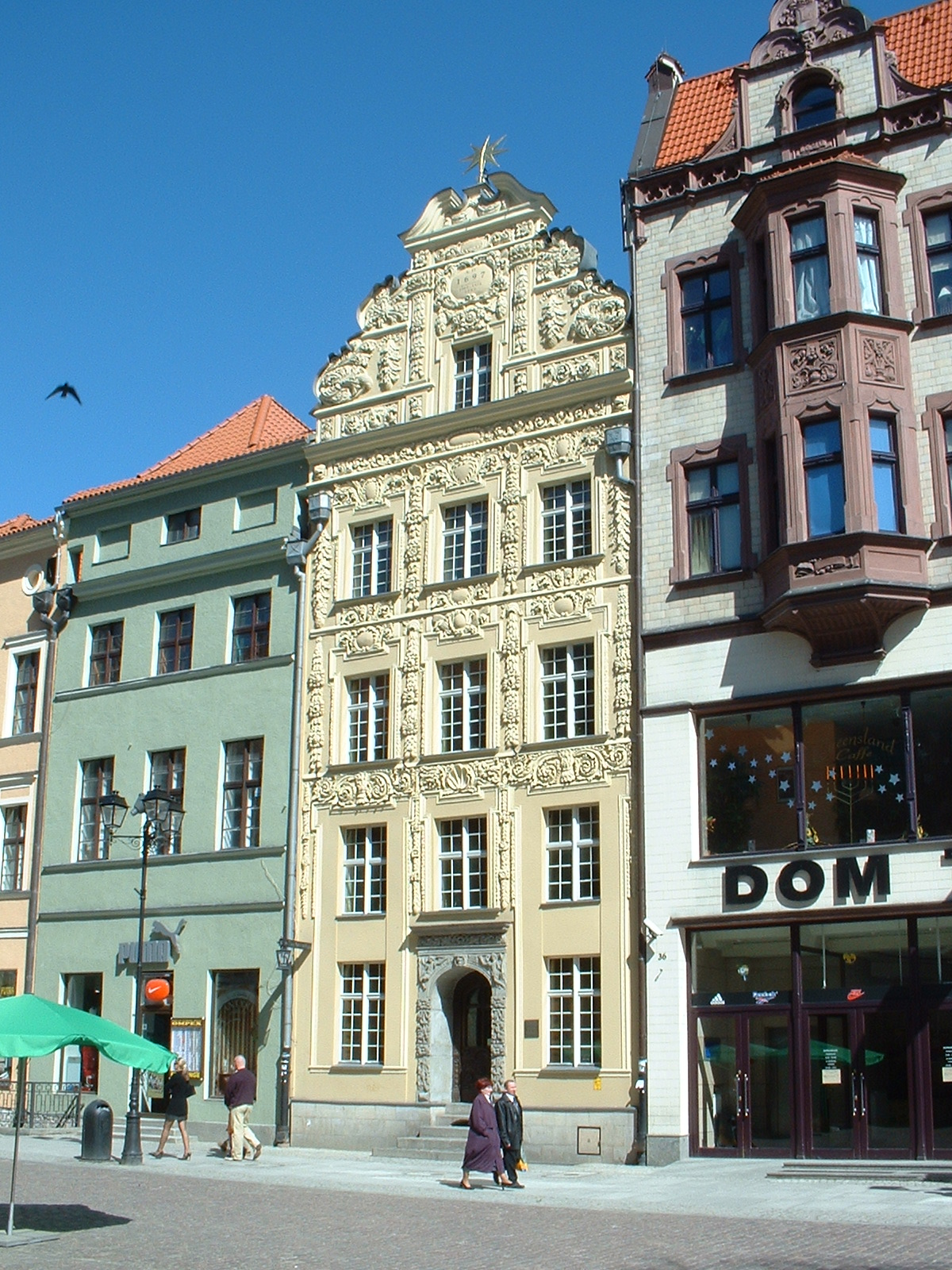
Kamienica Pod Gwiazdą,  Rynek Staromiejski 35
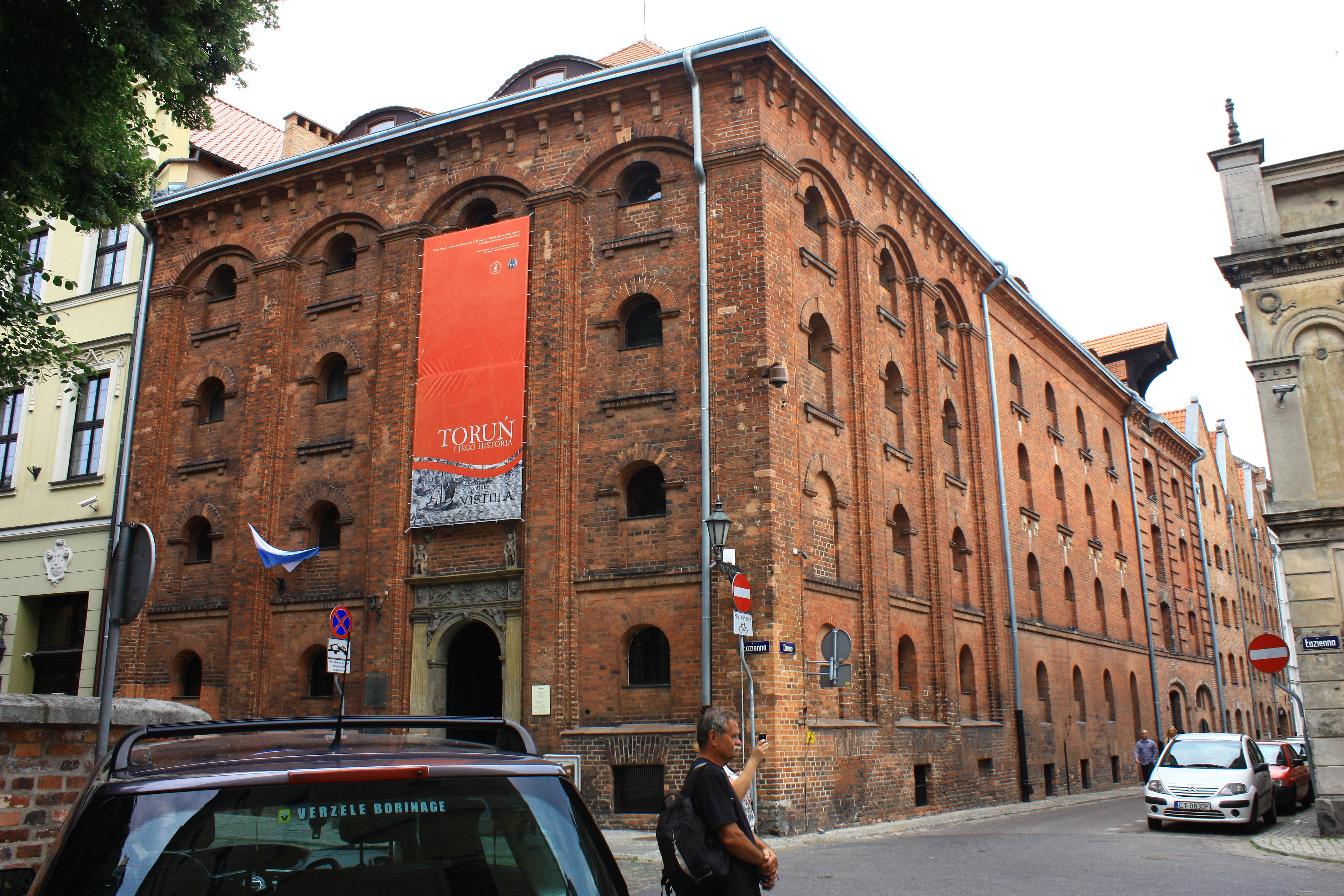
Dom Eskenów, Łazienna 16
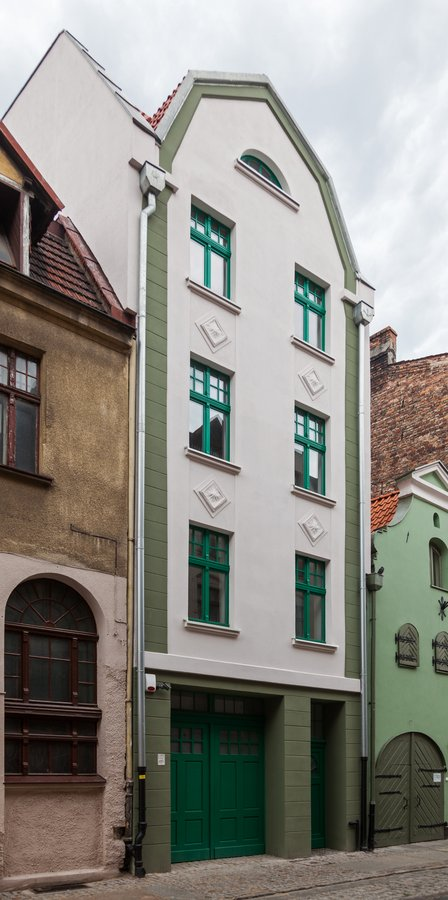
Bảo tàng Tony Halik,  Đức Phanxicô 9/11
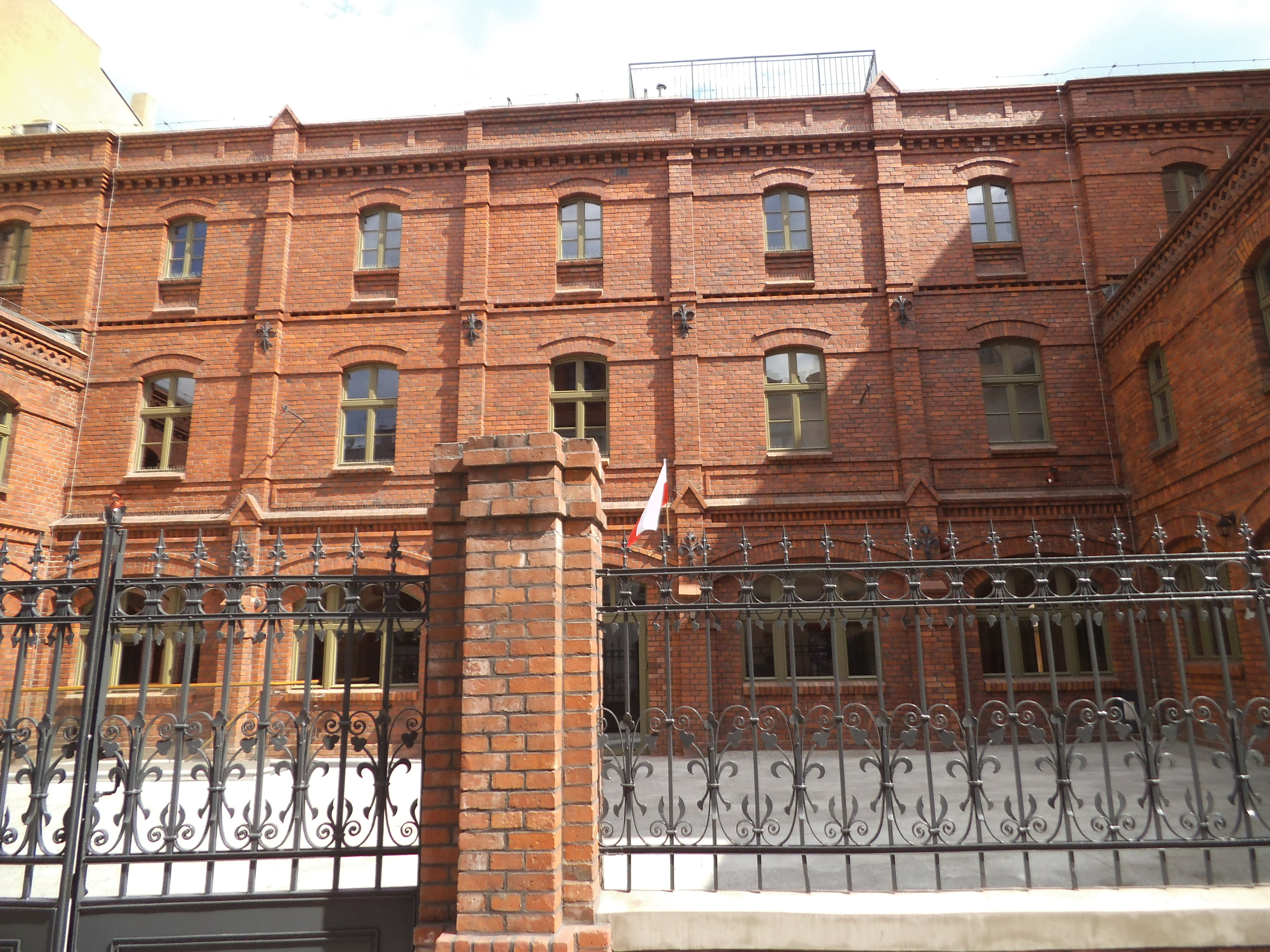
Bảo tàng Toruń Gingerbread,  Strumykowa 4

## Bộ sưu tập
Tài sản Bảo tàng bao gồm các tác phẩm của Marcello Bacciarelli, Artur Grottger, Piotr Michałowski, Juliusz Kossak, Józef Brandt, Jan Matejko, Henryk Rodakowski, Józef Chełmoński, Julian Fałat, Leon Wyczółkowski, Stanisław Wyspianski, Jacek Malczewski, Stanisław Ignacy Witkiewicz, Wojciech Weiss, Józef Mehoffer, Konrad Krzyżanowski, Ferdynand Ruszczyc, Jan Cybis, Zbigniew Pronaszko, Piotr Potworowski, San Antonio Fałat, Edward Dwurnik, Zdzisław Beksiński, và Jerzy Duda-Gracz. 

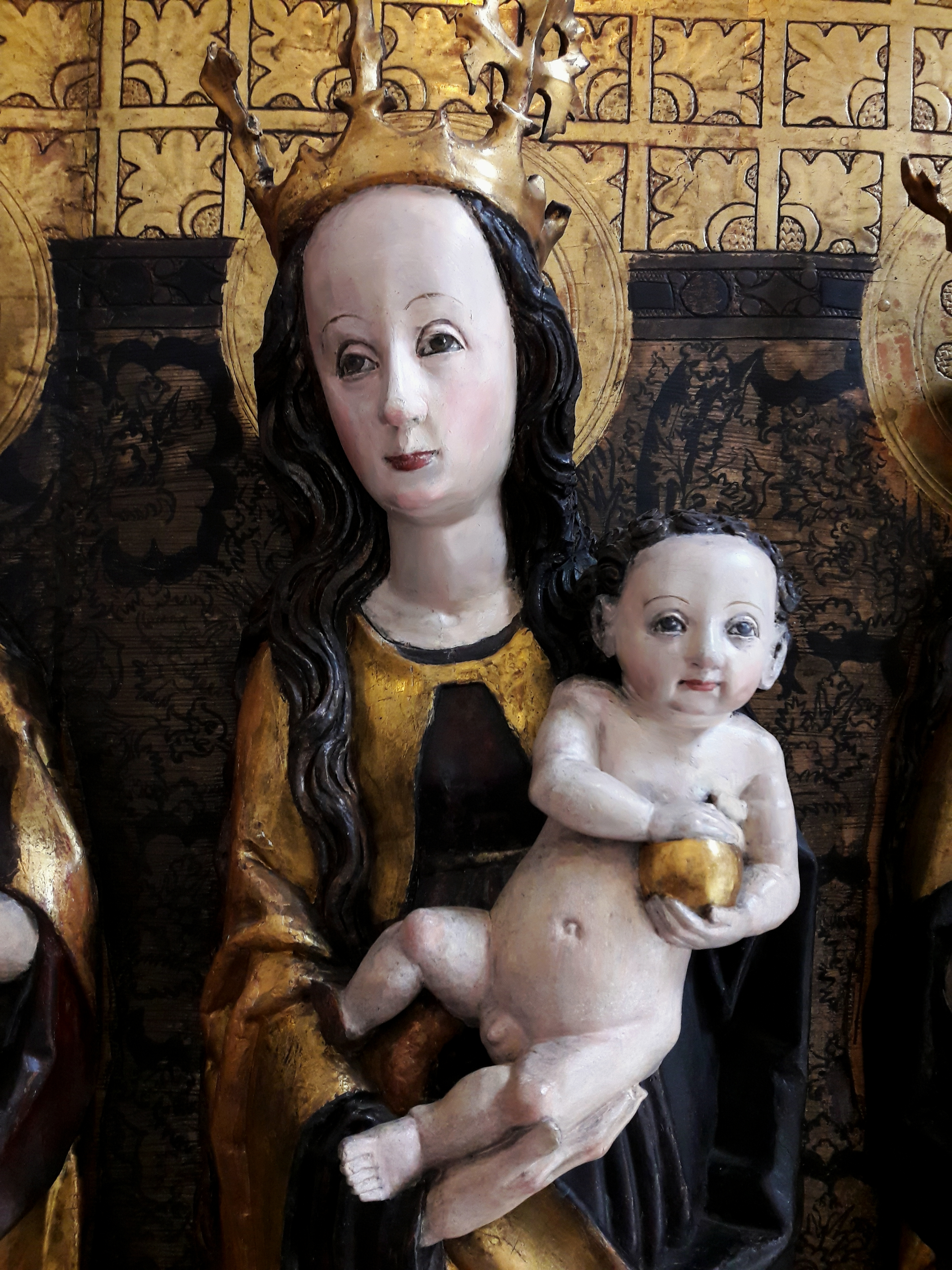
Retable với Virgin Mary, St. Barbara và St. Catherine, Master of the Góra Passion, sau 1510
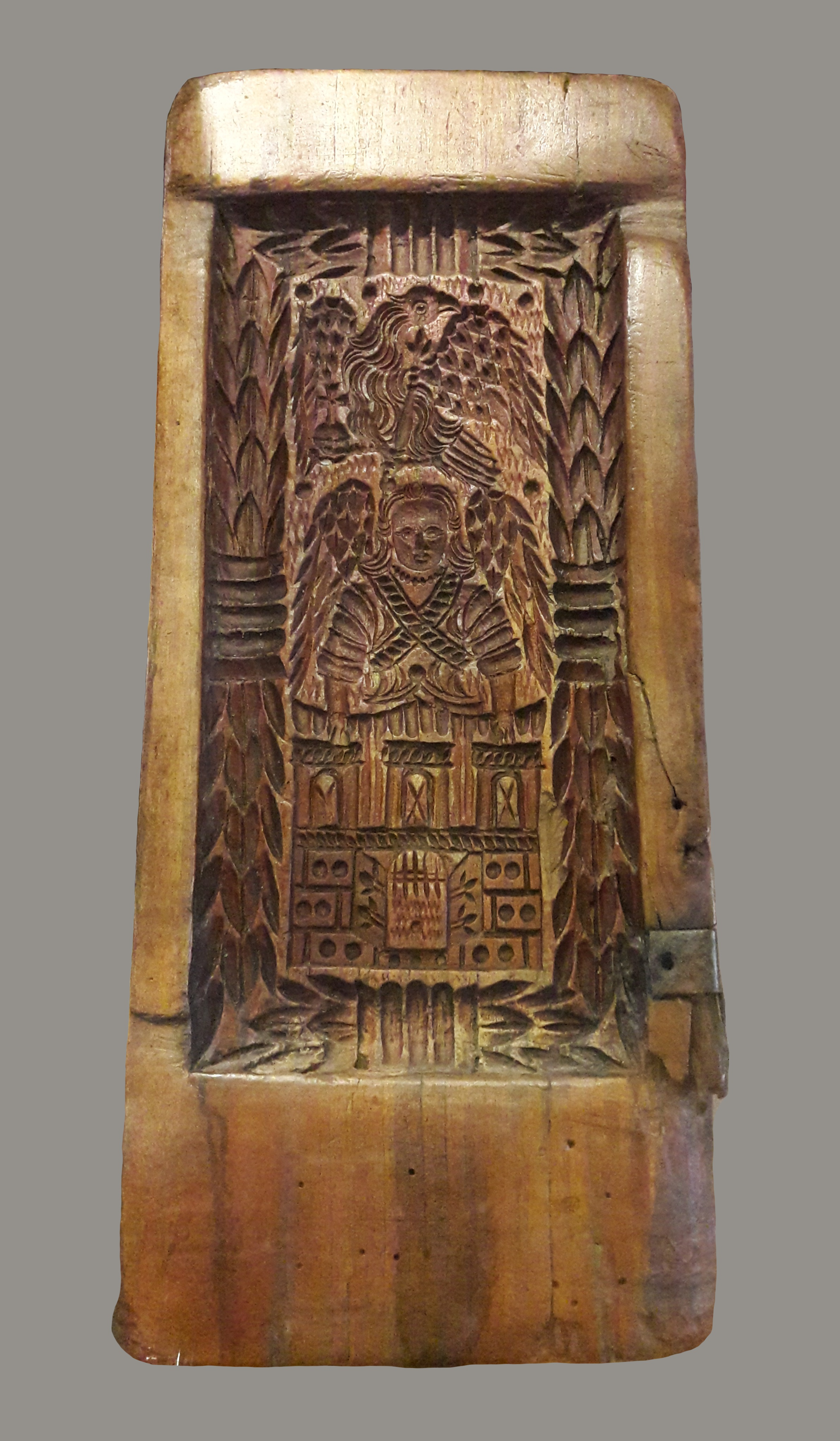
Toruń Gingerbread khuôn nướng với huy hiệu của thành phố, thế kỷ 17
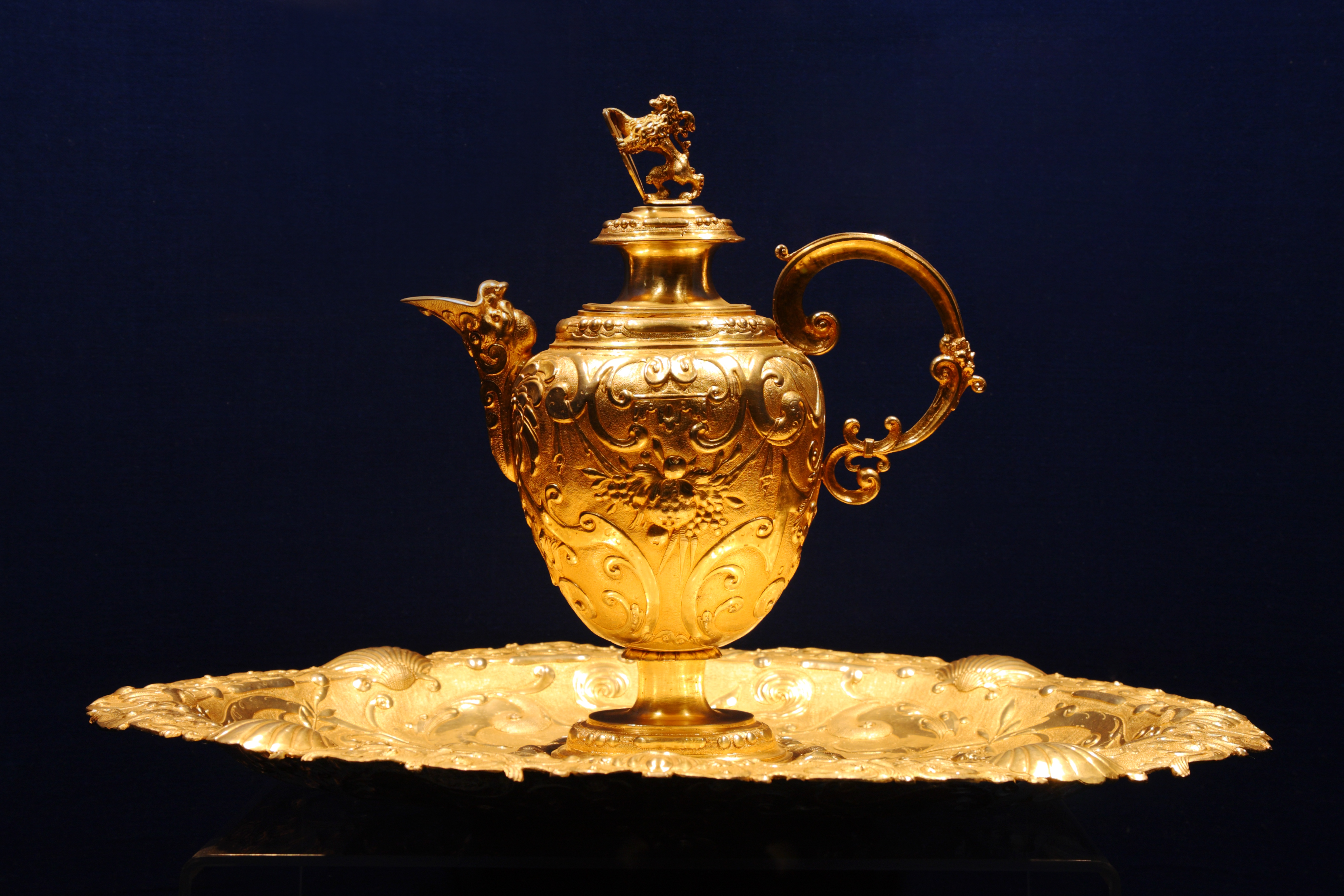
Kho báu của Skrwilno và Nieszawa, từ 1615 đến 1617
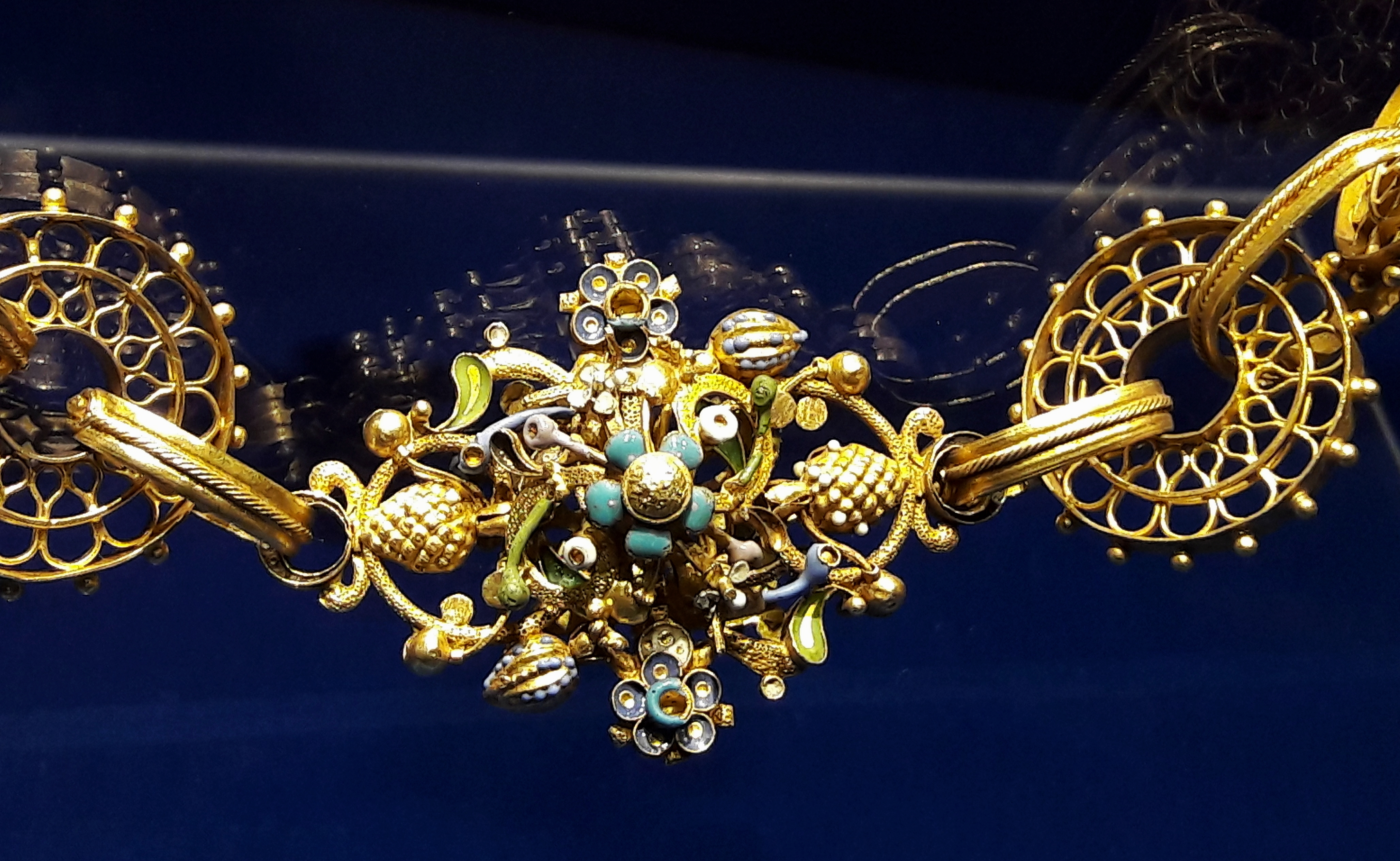
Kho báu của Skrwilno và Nieszawa, khoảng năm 1600
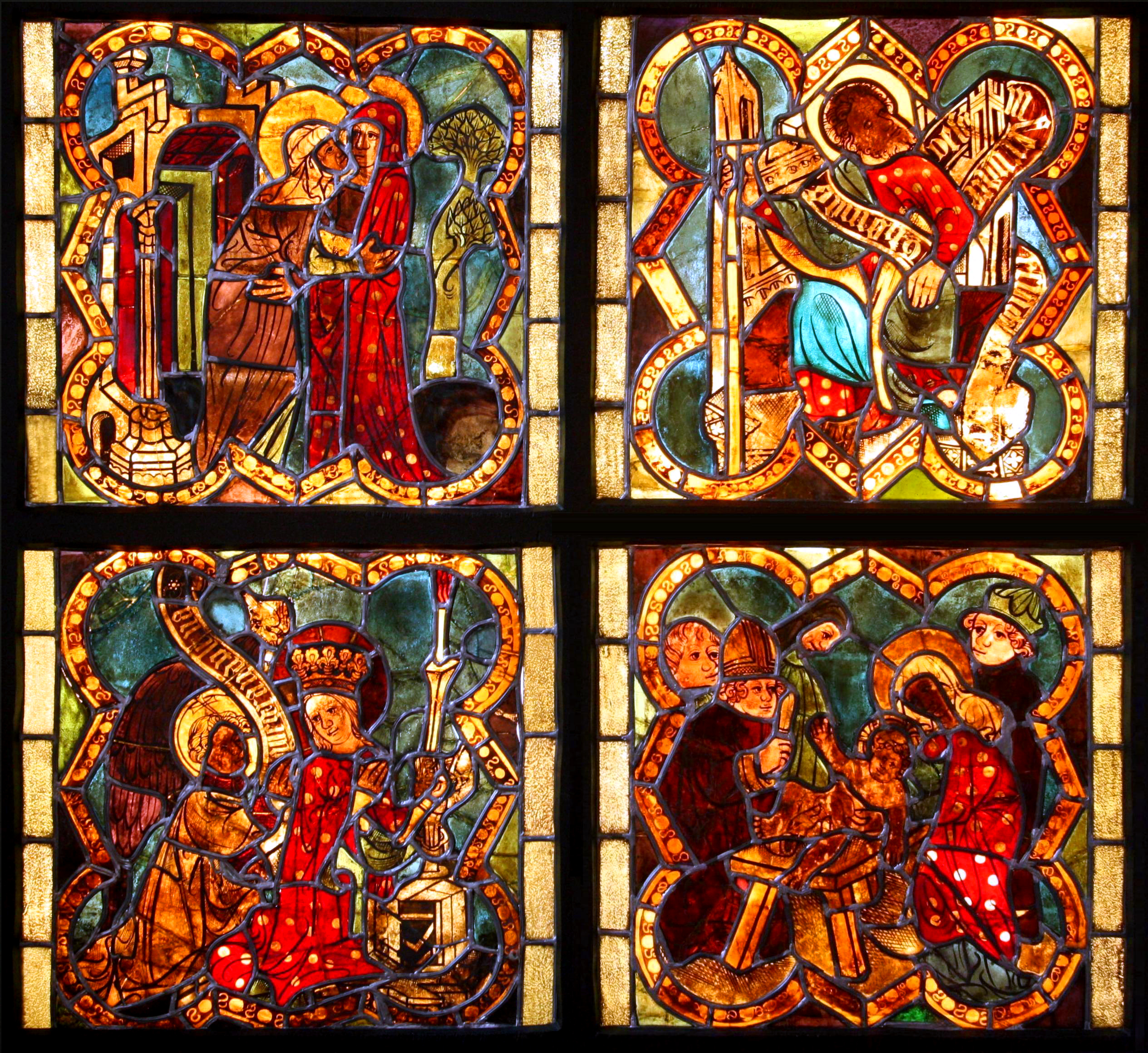
Kính màu gothic từ nhà thờ St. Mary ở Chełmno, thế kỷ XIV
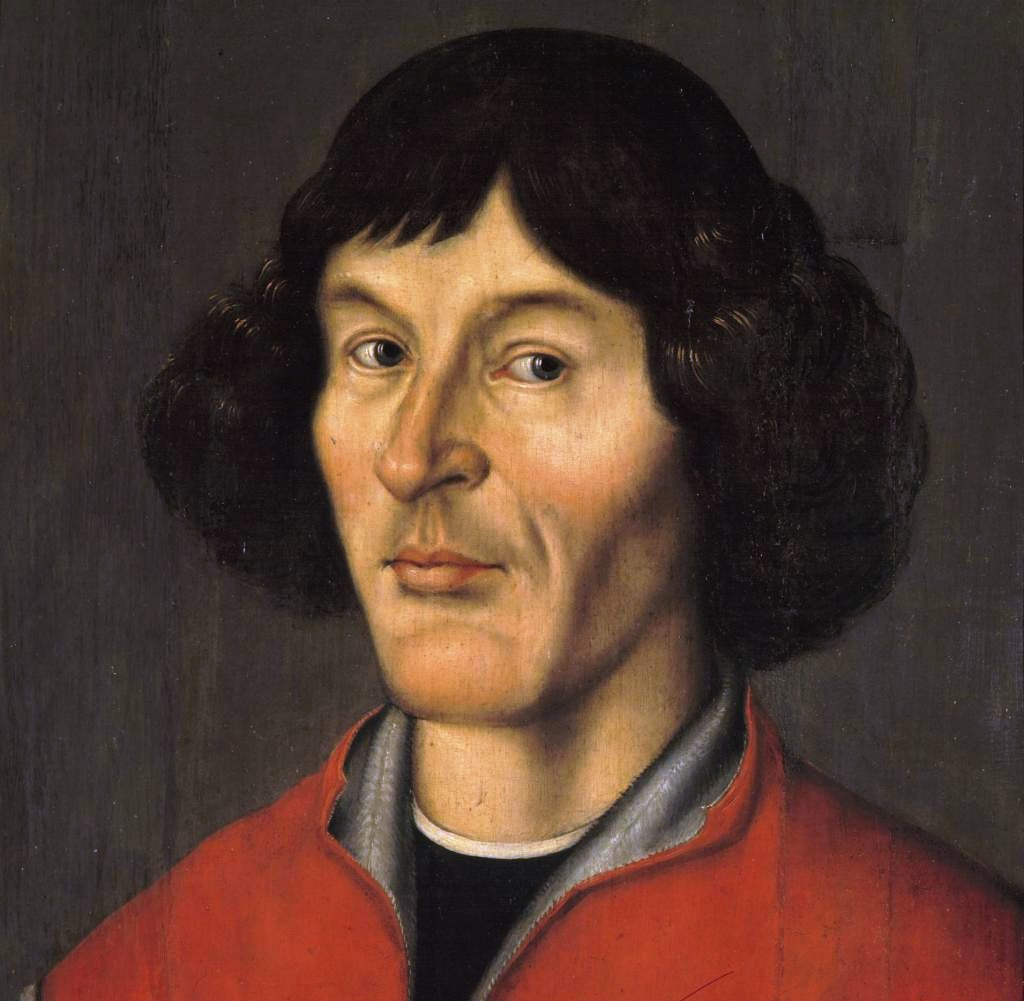
Bức chân dung Torun của Nicolaus Copernicus (ẩn danh, khoảng năm 1580), được giữ trong Tòa thị chính [a]
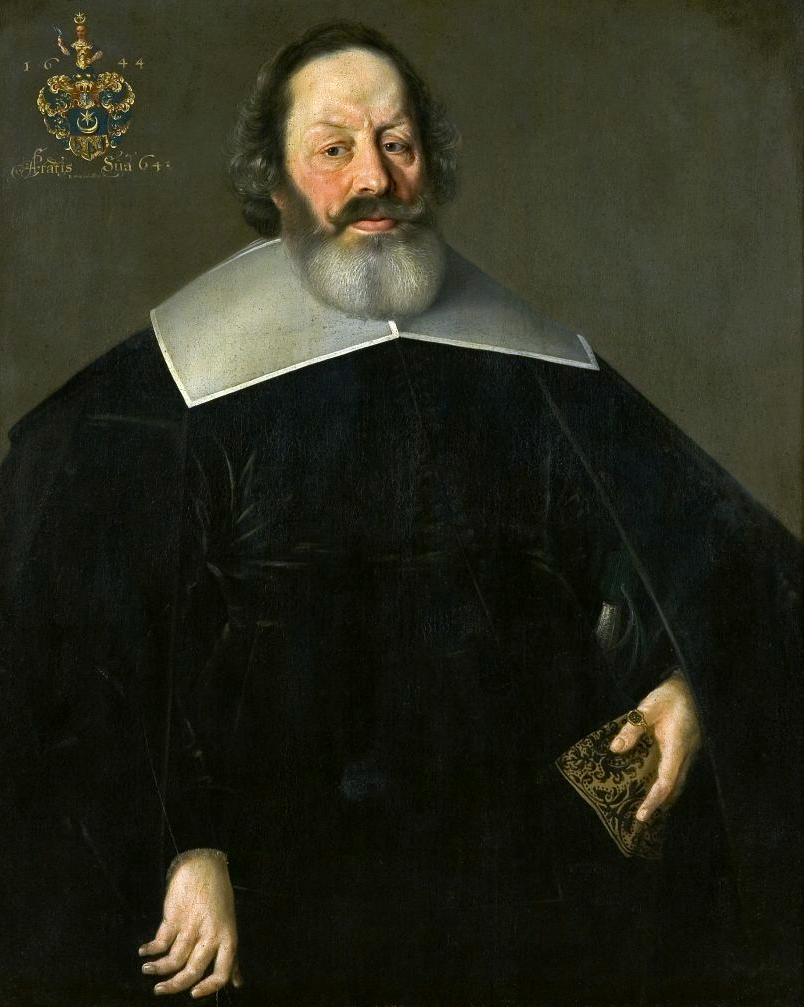
Chân dung Nikolaus Hzigner, cố vấn của Thorn, Bartlomiej Strobel, 1644
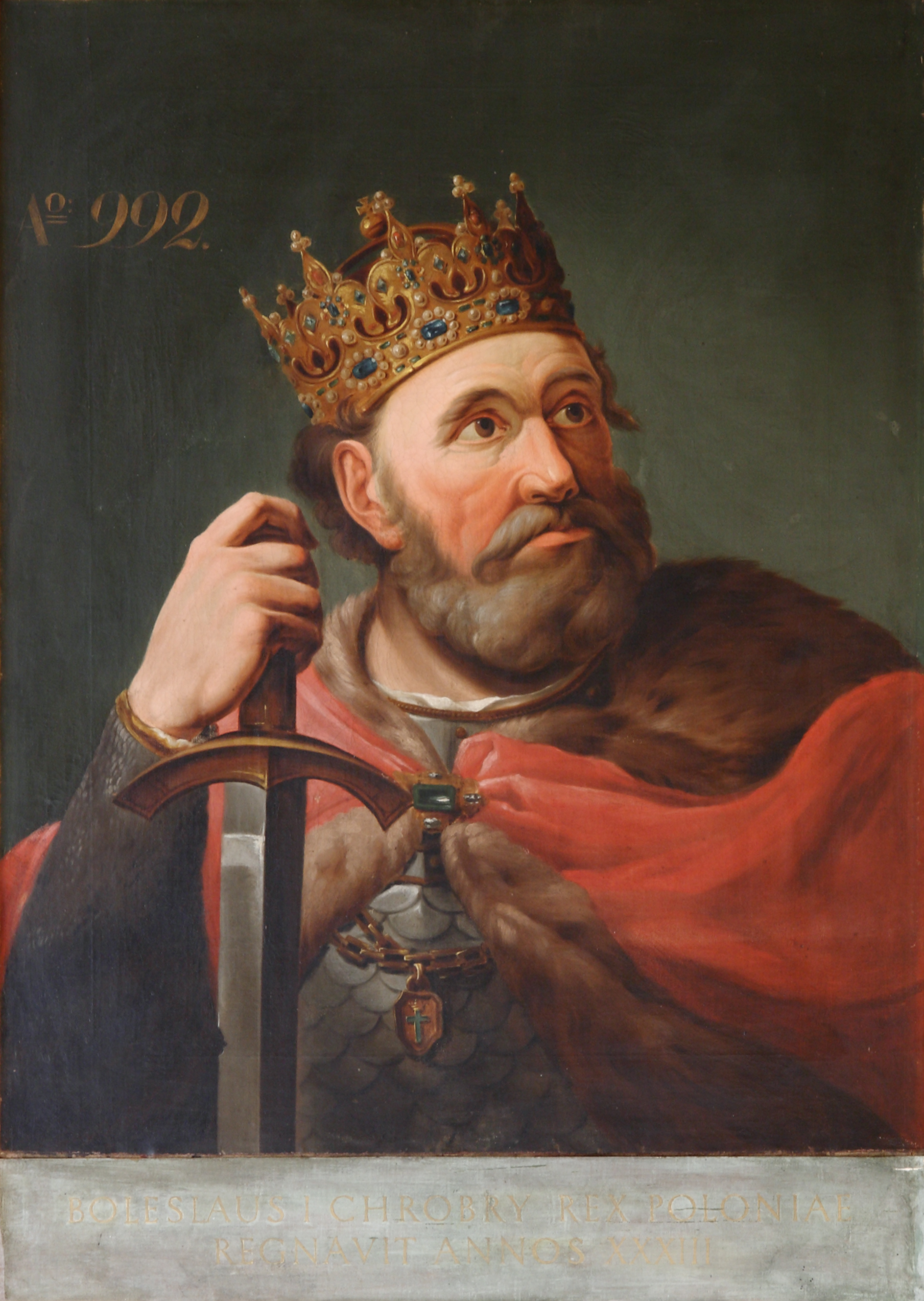
Vua Boleslaus I của Ba Lan, Jan Bogumił Jacobi, 1828
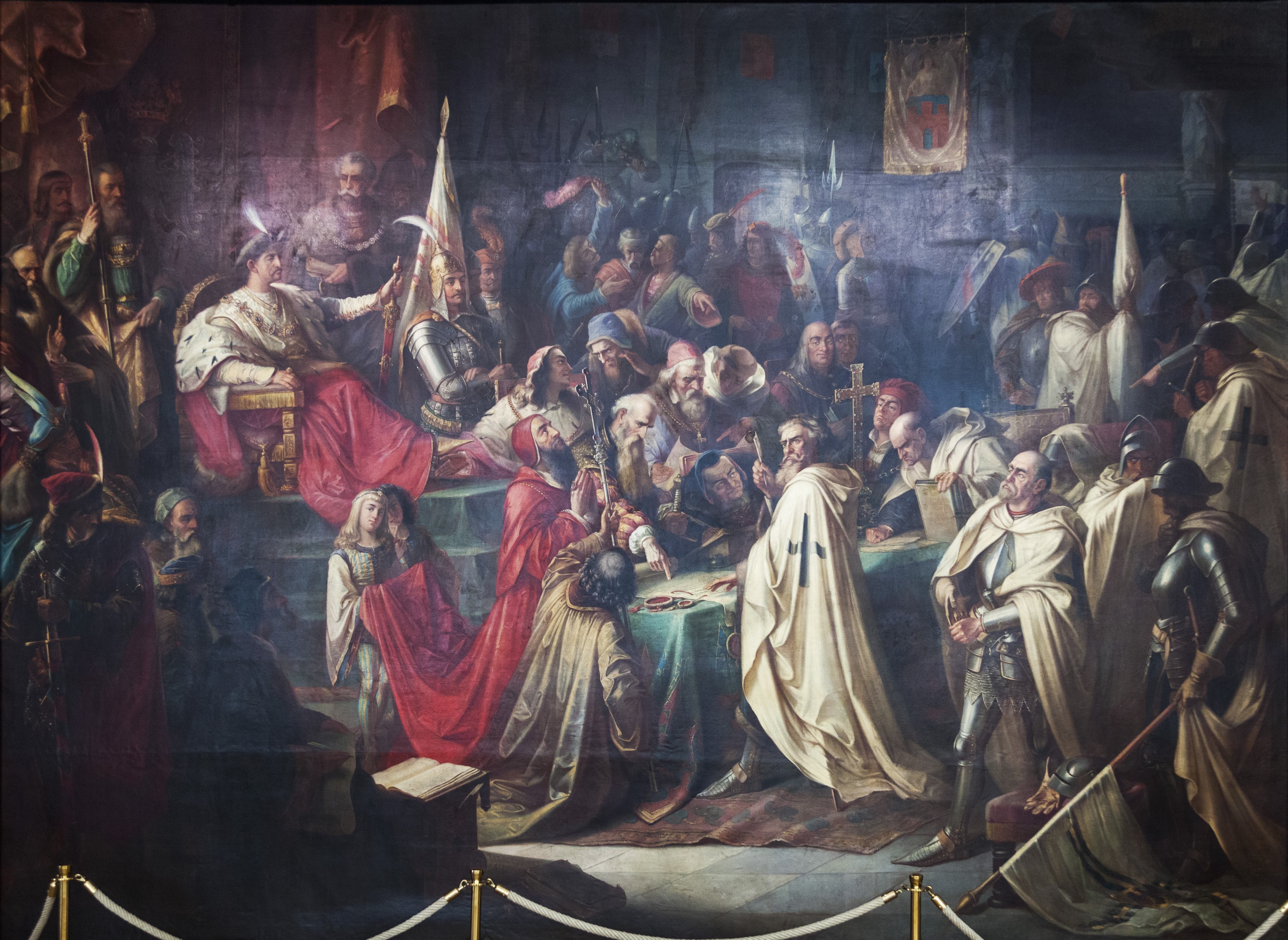
Hòa bình thứ hai của Thor, Marian Jaroczyński, 1873
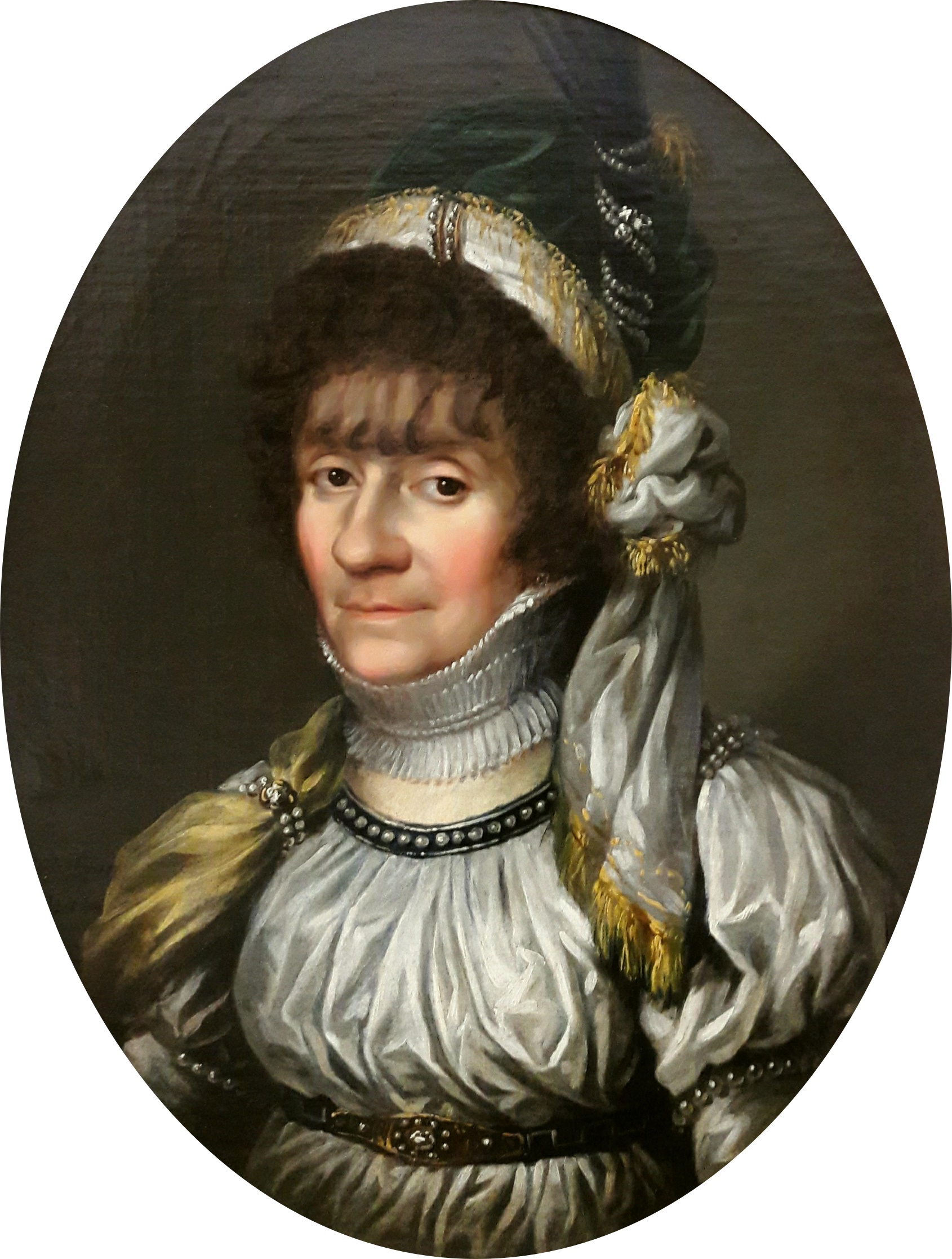
Chân dung một bà già của Kazimierz Wojniakowski
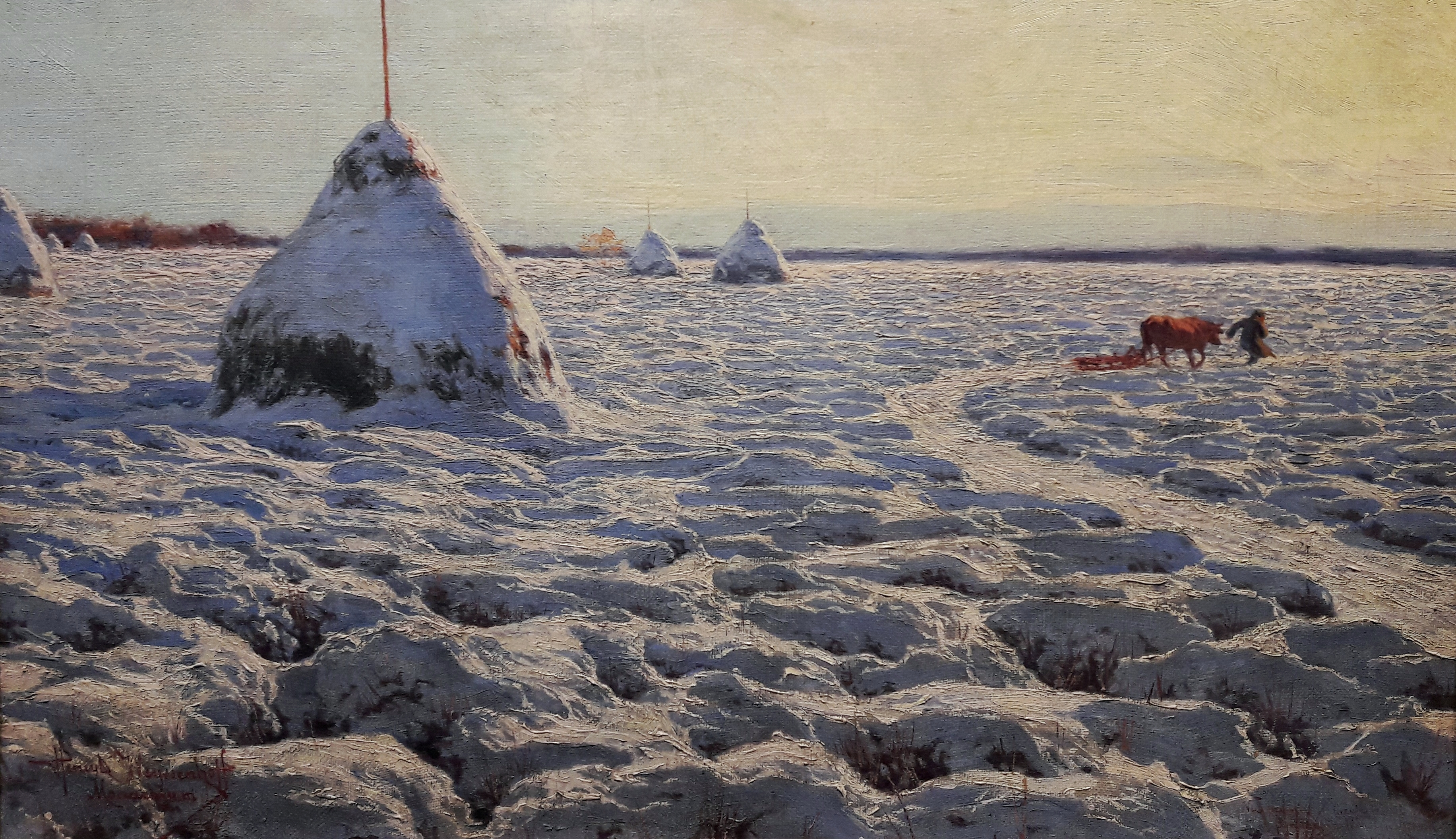
Đầm lầy Litva dưới tuyết của Henryk Weyssenhoff
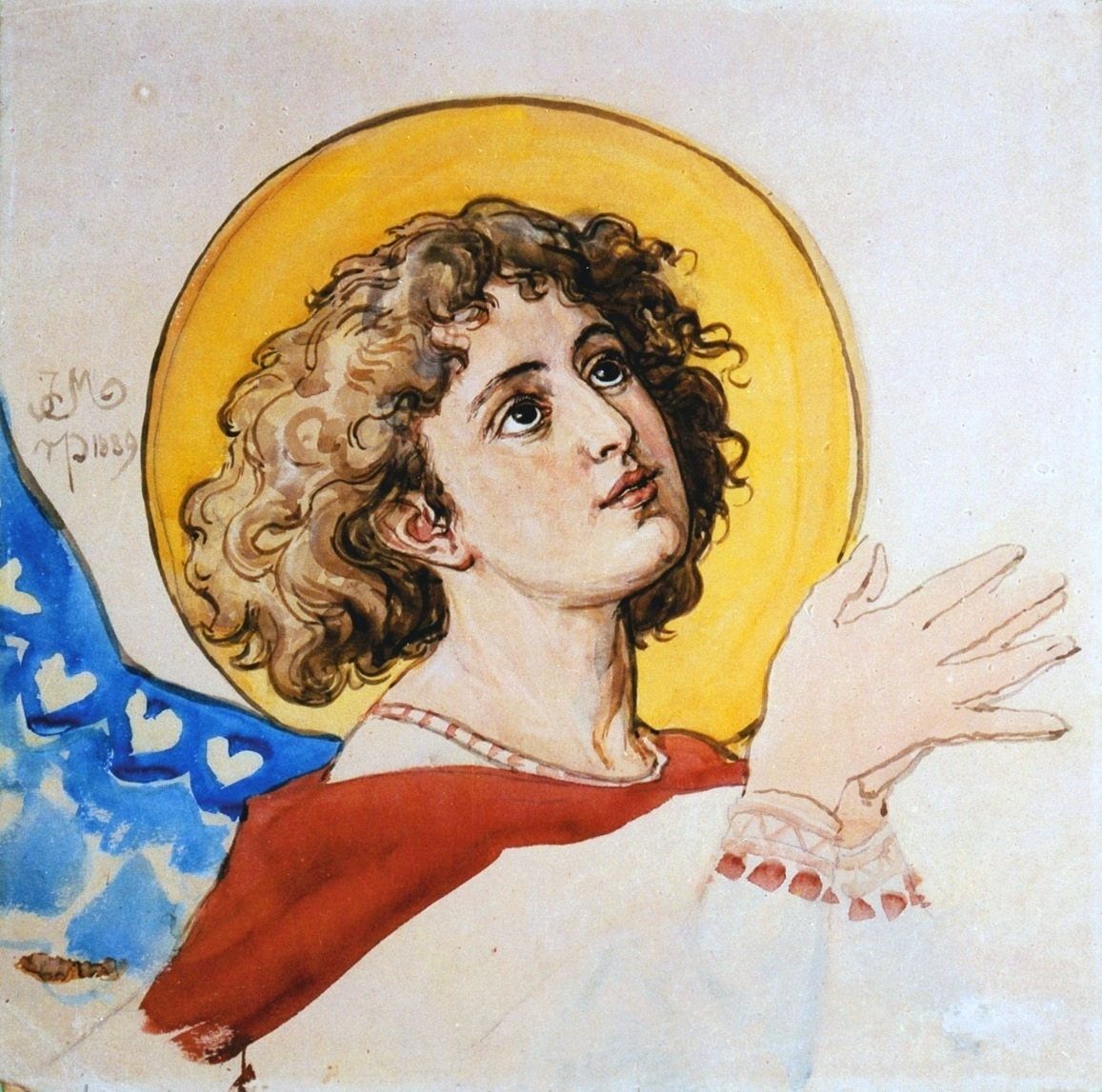
Thiên thần, Jan Matejko, 1889
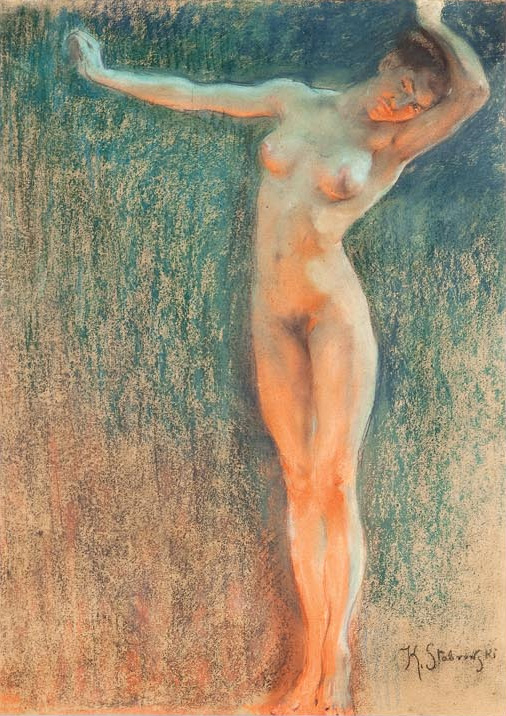
Julia Janiszewska, Kazimierz Stabrowski, 1902
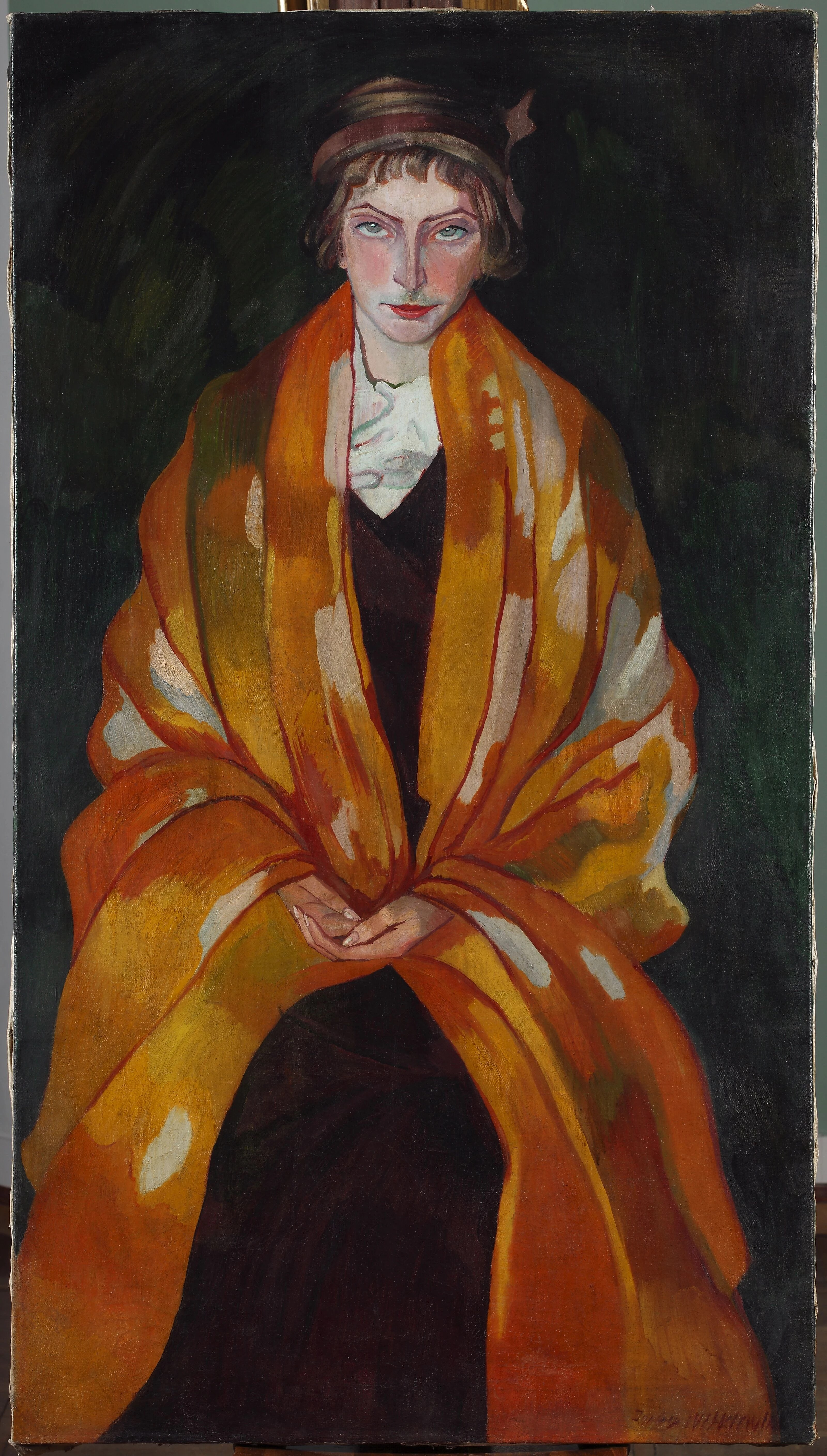
Chân dung của Eugenia Dunin-Borkowska, Stanisław Ignacy Witkiewicz, 1913